# Hibiscus biseptus
Hibiscus biseptus är en malvaväxtart som beskrevs av S. Wats.. Hibiscus biseptus ingår i Hibiskussläktet som ingår i familjen malvaväxter. Inga underarter finns listade i Catalogue of Life.